# RupK 14, KNWE 7–9, RE 20
Die Lokomotiven RupK 14, KNWE 7–9, RE 20 gehören zu einer Reihe von Tenderlokomotiven der Achsfolge 1’B, die von Orenstein & Koppel für die Ruppiner Kreisbahn Eisenbahn-Aktien-Gesellschaft, die Kremmen-Neuruppin-Wittstocker Eisenbahn-Aktien-Gesellschaft und die Ruppiner Eisenbahn gebaut wurden. Zwischen 1908 und 1914 wurden fünf Lokomotiven in Dienst gestellt. Alle gelangten nach dem Zweiten Weltkrieg zur Deutschen Reichsbahn und wurden als 70 6176–6179 sowie 70 6376 bezeichnet, wobei die letztere die verstärkte Version war. Die Lokomotiven waren bis 1964 im Einsatz und wurden dann ausgemustert sowie verschrottet.

## Geschichte und Einsatz
Die Lokomotiven entstanden auf der Basis eines für Klein- und Privatbahnen abgestimmten Fertigungsprogrammes von B-gekuppelten Tenderlokomotiven mit vorderer Laufachse, welche wahlweise als Nassdampf- bzw. Heißdampf-Lokomotiven geliefert werden konnten. Bei ihnen wurden technische Neuheiten wie der Stroomann-Kessel auf praktische Tauglichkeit hin untersucht.
Dieser Typ wurde von der Ruppiner Kreisbahn (14, später RE 10, 1908) und der Kremmen-Neuruppin-Wittstocker Eisenbahn-Aktien-Gesellschaft (7–9, später RE 7–9, 1910/11) beschafft. Beide Gesellschaften wurden am 15. März 1913 zur Ruppiner Eisenbahn zusammengeschlossen, die 1914 eine weitere Lok RE 20, noch von der Ruppiner Kreisbahn als Nr. 15 bestellt, erhielt.
Die ersten vier Lokomotiven RupK 14 und KNWE 7–9 wurden als Nassdampflokomotiven gebaut und 1924 im Herstellerwerk auf Heißdampf umgebaut. Die 1914 gefertigte Nassdampflokomotive RE 20 erhielt versuchsweise einen Stroomann-Kessel, bei ihr erfolgte der Umbau auf Normalkessel und Heißdampf 1926.

## DR 70 6176–6179, 70 7376
Über Einsätze der Lokomotiven aus der Anfangszeit gibt es keine Informationen. Alle Lokomotiven wurden 1949 von der Deutschen Reichsbahn übernommen. Die RE 7–10 erhielten die Betriebsnummer 70 6177–6179 und 70 6176, die etwas schwerere RE 20 bekam die neue Nummer 70 6376.
1950 waren alle Lokomotiven in Neuruppin beheimatet. Wegen ihrer geringen Höchstgeschwindigkeit von 50 km/h waren sie den Anforderungen des Betriebes nicht mehr gewachsen und wurden von der DR zum Verkauf ausgeschrieben.
1953 wurden die 70 6178 und die 70 6376 nach Waren (Müritz) abgegeben. Diese beiden waren bis 1960 im Einsatz, die 70 6178 wurde dann ausgemustert und verschrottet. Die 70 6376 wurde an eine Zementfabrik in Möllenhagen verkauft. Diese Lok war bis 1964 vorhanden und wurde als letzte der Ruppiner 1’B-Lokomotiven verschrottet.
Die 70 6176 und 6177 gingen am 28. Dezember 1955 als Werklokomotiven 4 und 5 an das Stahlwerk Gröditz und die 70 6179 am 6. Oktober 1954 an den VEB Zuckerfabrik Wismar in Wismar. Ausmusterungsdaten sind nicht bekannt.

## Technische Merkmale
Am Blechrahmen waren die beiden seitlichen Wasserkästen angebracht. Der Kohlevorrat von 1,4 t bzw. 1,5 t war im linken Kasten seitlich des Kessels untergebracht, sodass die Rückwand der Lokomotive frei war. Das Laufwerk der Lok hatte gleiche Abständen von je 2 m. Der Laufradsatz war als Adamsachse ausgeführt. Antriebsachse war die zweite Achse. Die Dampfzylinder wurden ursprünglich mit Flachschiebern nach dem System Heusinger gesteuert, nach dem Umbau auf Heißdampf wurden Kolbenschieber verwendet. Der Kreuzkopf war einschienig ausgeführt.
Der Langkessel bestand aus zwei Schüssen. Der vordere trug den Dampfdom, der hintere den Sandkasten. Zur Kesselspeisung dienten zwei Strahlpumpen Bauart Strube. Der Stehkessel hatte im oberen Bereich den gleichen Durchmesser wie der Langkessel und trug eine zwischen den Rahmenwangen liegende Feuerbüchse. Auf ihm befand sich vor dem Führerhaus das Sicherheitsventil Bauart Ramsbotton. Die Rauchkammer war relativ kurz ausgelegt und trug einen langen, nach preußischen Normen ausgeführten Schornstein. Ebenfalls nach preußischen Normen war das Führerhaus ausgeführt.
Die indirekte Bremse von Knorr bremste die beiden Radsätze von innen ab. Der Hauptluftbehälter war quer unter der Pufferbohle untergebracht. Der Sandstreuer sandete den Treibradsatz von vorn und von hinten. Zur Signalgebung dienten ein vor dem Dampfdom angebrachtes Dampf-Läutewerk sowie eine auf dem Dach befindliche Lokpfeife. Ursprünglich besaßen die Loks Petroleumbeleuchtung, später wurde sie auf elektrische Beleuchtung mit einem Turbogenerator Bauart AEG umgebaut.